# 伊麗莎白二世女王陛下80歲生日肖像
《伊麗莎白二世女王陛下80歲生日肖像》（英語：Her Majesty Queen Elizabeth II – An 80th Birthday Portrait）是英國廣播公司（BBC）在2005年為慶祝英國君主伊利沙伯二世80歲生日，而委託羅爾夫·哈里斯繪製的油畫作品。這幅畫作率先在白金漢宮女王美術館揭幕，並於2005年至2006年間在該處公開展示。2006年1月1日，英國廣播公司第一台播出電視特輯，向公眾揭示哈里斯在繪製油畫時的創作歷程和所面對的困難。雖然經公眾投票後這幅畫作在「英國民眾最喜愛的女王肖像」排行榜上位列第二，但它亦獲得不少批評。
羅爾夫·哈里斯在英國電視行業內是一位受歡迎的藝人，也是BBC藝術節目系列《羅爾夫談藝術》的主持人。哈里斯花了兩個月時間完成這幅肖像畫。2005年夏天，哈里斯兩度進出白金漢宮為女王繪畫，期間BBC均有到場拍攝。而在其餘時間，哈里斯只能在自己的藝術工作室內繪製畫作。肖像畫尺寸為100厘米×50厘米（39英寸×20英寸），而畫中的伊麗莎白二世則穿著綠松石連衣裙。哈里斯完成創作後，他的藝術家聲譽連帶作品價值都有所增加，及後更獲授予大英帝國司令勳章。然而，哈里斯在2014年被裁定猥褻及性侵罪成，勳銜遭到褫奪。現時肖像的所在地和所有權均為未知。

## 背景
這幅畫作由BBC委託製作，完成後隨即在白金漢宮的女王美術館揭幕，並在2005年12月20日至2006年6月11日作公開展示。2006年1月1日，英國廣播公司第一台播出有關羅爾夫創作油畫的電視特輯。
在BBC委託繪製肖像畫時，羅爾夫·哈里斯早已成名。他在幾十年來一直是英國的受歡迎藝人和藝術家，而且還擔任藝術節目系列《羅爾夫談藝術》（Rolf on Art）的主持人，向觀眾介紹過去多位著名藝術家。哈里斯在期間接受訪問，指英女王是一位「令人難以置信的女士」，自己很榮幸能為她畫畫。哈里斯又表示他所創作的畫作旨在捕捉女王熱情友好的個性，而非繪畫著重她官方地位的正式肖像畫。2008年，哈里斯向《每日電訊報》再度談及這次經歷，直言自己在創作時感到緊張和恐慌。
哈里斯完成肖像畫後，藝術家聲譽連帶作品價值都有所增加。2006年，哈里斯獲大英帝國司令勳章。不過2013年，英國警方發起杉樹行動調查BBC已故資深節目主持性侵未成年人的醜聞，在行動中拘捕哈里斯。2014年6月，哈里斯猥褻及性侵罪成，判監5年9個月。受事件影響，哈里斯大部份藝術作品被下架不作販售，及後勳銜遭到褫奪。

## 內容
在這幅尺寸100厘米×50厘米（39英寸×20英寸）的肖像畫中，英女王身穿綠松石連衣裙坐在椅子上，面帶笑容。2005年夏天，哈里斯兩度進出白金漢宮為女王繪畫，其餘時間只在自己的藝術工作室內繪製畫作。他每次進入白金漢宮，BBC均有到場拍攝過程。期間，哈里斯成功博得英女王一笑，並以相機攝下畫面留待日後參考。畫作最終耗時兩個月完成。在繪畫肖像畫前，哈里斯表示自己想「繪畫真正的英女王，而非被國家形象所束縛的她」，並指畫作會呈現英女王的真正樣貌、魅力和友好個性，而不僅僅是一幅的正式肖像畫。另外，哈里斯不打算让肖像画看起來像相片，而是想打造一幅「印象派畫作」。

## 批評
畫作雖然在公開展示後被英國公眾選為第二受歡迎的女王肖像畫，但仍獲得不少批評。藝術評論家喬納森·瓊斯指英國王室對肖像畫的大膽嘗試，造就了擁有兩种面貌的英女王（盧西安·弗洛伊德的面露威嚴版及哈里斯的面帶笑容版），使大眾可以選擇自己喜愛的女王形象。但同時瓊斯亦指女王應該得到更好的作品，而不是被哈里斯這幅充滿情感和智慧的畫作空洞奉承。記者哈里·沃洛普（Harry Wallop）在《每日電訊報》撰文，指許多藝術家都不約而同地稱英女王缺乏予人深刻印象的面部表情，是個棘手的模特兒，而哈里斯的作品則把她描繪成一位「面容扭曲的老奶奶」。作家克里夫·阿斯萊特同樣在《每日電訊報》撰文，指這幅作品是眾多女王肖像畫之中「最糟糕的版本」，感覺畫中的女王有如手搖管風琴上的猴子一樣咧嘴笑。

## 下落
畫作一直掛在白金漢宮的女王美術館內，直至2007年才被轉移至利物浦的沃克美術館。期間，哈里斯曾提議由國家肖像館收藏此幅畫作，但遭館方婉拒。2012年，沃克美術館舉辦哈里斯作品展，當時亦有展出此畫作，館方更指該畫是哈里斯的私人收藏。作品展結束後，沃克美術館指畫作已歸還給與哈里斯有商業關係的白牆畫廊（Whitewall Galleries）。
2014年，哈里斯猥褻及性侵罪成，英國廣播公司新聞網的雜誌欄目隨即討論這幅畫的下落和藏主。白金漢宮稱畫作並非皇家收藏品，只是被借予女王美術館作短暫展出，反指畫作歸BBC所有。然而，BBC的發言人稱公司未有收藏此畫作。另外，白牆畫廊亦未有對畫作的下落發表任何回應。哈里斯受審期間，受僱代表他的公關公司貝爾波廷格無法確認他是否擁有這幅畫作，故未能提供畫作的下落。現時畫作的下落和藏主仍然未明。